# العلاقات الأيرلندية السريلانكية
العلاقات الأيرلندية السريلانكية هي العلاقات الثنائية التي تجمع بين جمهورية أيرلندا وسريلانكا.

## مقارنة بين البلدين
هذه مقارنة عامة ومرجعية للدولتين:
| وجه المقارنة                                              | جمهورية أيرلندا                                       | سريلانكا                         |
| --------------------------------------------------------- | ----------------------------------------------------- | -------------------------------- |
| المساحة (كم2)                                             | 70.27 ألف                                             | 65.61 ألف                        |
| عدد السكان (نسمة)                                         | 4.76 مليون                                            | 21.44 مليون                      |
| الكثافة السكانية (ن./كم²)                                 | 67.74                                                 | 326.78                           |
| العاصمة                                                   | دبلن                                                  | سري جاياواردنابورا كوتي، كولمبو  |
| اللغة الرسمية                                             | اللغة الأيرلندية، لغة إنجليزية، الإنجليزية الأيرلندية | اللغة السنهالية، اللغة التاميلية |
| العملة                                                    | جنيه أيرلندي، يورو، عملات اليورو الأيرلندية           | روبية سريلانكي                   |
| الناتج المحلي الإجمالي (بليون دولار)                      | 333.73 مليار                                          | 87.17 مليار                      |
| الناتج المحلي الإجمالي (تعادل القوة الشرائية) بليون دولار | 318.16 مليار                                          | 246.62 مليار                     |
| الناتج المحلي الإجمالي الاسمي للفرد دولار أمريكي          | 61.13 ألف                                             | 3.93 ألف                         |
| الناتج المحلي الإجمالي للفرد دولار أمريكي                 |                                                       | 11.11 ألف                        |
| مؤشر التنمية البشرية                                      | 0.916                                                 | 0.757                            |
| رمز المكالمات الدولي                                      | +353                                                  | +94                              |
| رمز الإنترنت                                              | .ie                                                   | .lk،                             |
| المنطقة الزمنية                                           | 00، ت ع م+01:00، أوروبا/دبلن ‏                         | ت ع م+05:30                      |

## منظمات دولية مشتركة
يشترك البلدان في عضوية مجموعة من المنظمات الدولية، منها:
| علم المنظمة | اسم المنظمة                               | تاريخ انضمام جمهورية أيرلندا | تاريخ انضمام سريلانكا |
| ----------- | ----------------------------------------- | ---------------------------- | --------------------- |
|             | بنك التنمية الآسيوي                       | 2006                         | 1966                  |
|             | مؤسسة التنمية الدولية                     | 22 ديسمبر 1960               | 27 يونيو 1961         |
|             | يونسكو                                    | 3 أكتوبر 1961                | 14 نوفمبر 1949        |
|             | وكالة ضمان الاستثمار متعدد الأطراف        | 27 أكتوبر 1989               | 27 مايو 1988          |
|             | الأمم المتحدة                             | 14 ديسمبر 1955               | 14 ديسمبر 1955        |
|             | الاتحاد البريدي العالمي                   | ?                            | ?                     |
|             | البنك الدولي للإنشاء والتعمير             | 8 أغسطس 1957                 | 29 أغسطس 1950         |
|             | المنظمة الهيدروغرافية الدولية             | ?                            | ?                     |
|             | الاتحاد الدولي للاتصالات                  | 8 ديسمبر 1923                | 1897                  |
|             | منظمة حظر الأسلحة الكيميائية              | ?                            | ?                     |
|             | مؤسسة التمويل الدولية                     | 11 سبتمبر 1958               | 20 يوليو 1956         |
|             | المركز الدولي لتسوية المنازعات الاستشارية | 7 مايو 1981                  | 11 نوفمبر 1967        |
|             | منظمة التجارة العالمية                    | ?                            | ?                     |
|             | منظمة الشرطة الجنائية الدولية             | ?                            | ?                     |

## أعلام
هذه قائمة لبعض الشخصيات التي تربطها علاقات بالبلدين:
- ديانا بيريرا هاي (ملحنة دنماركية، 20 فبراير 1932 – )

## وصلات خارجية
- موقع وزارة الخارجية الأيرلندية
- موقع وزارة الخارجية السريلانكية